# Distriktsrabbinat Niederwerrn
Das Distriktsrabbinat Niederwerrn  entstand 1839 in Niederwerrn, einer Gemeinde im Landkreis Schweinfurt im nördlichen Bayern. Es wurde gegründet infolge der Neuorganisation der jüdischen Gemeinden auf Grund des Bayerischen Judenedikts von 1813. Das Rabbinat wurde 1864 nach Schweinfurt verlegt.

## Aufgaben
Die Aufgaben umfassten Beratungen über Schulangelegenheiten, die Verwaltung von Stiftungen und die Verteilung von Almosen. Zur Finanzierung der Distriktsrabbinate wurden Umlagen von den einzelnen jüdischen Gemeinden bezahlt.

## Gemeinden des Distriktsrabbinats
- Jüdische Gemeinde Altenschönbach
- Jüdische Gemeinde Bonnland
- Jüdische Gemeinde Brünnau
- Jüdische Gemeinde Ebelsbach
- Jüdische Gemeinde Euerbach  (bis 1840)
- Jüdische Gemeinde Frankenwinheim
- Jüdische Gemeinde Geldersheim
- Jüdische Gemeinde Gochsheim (Unterfranken)
- Jüdische Gemeinde Järkendorf
- Jüdische Gemeinde Kirchschönbach
- Jüdische Gemeinde Niederwerrn
- Jüdische Gemeinde Obereuerheim
- Jüdische Gemeinde Öttershausen
- Jüdische Gemeinde Prichsenstadt
- Jüdische Gemeinde Rimbach
- Jüdische Gemeinde Schonungen (nach 1840)
- Jüdische Gemeinde Schwanfeld
- Jüdische Gemeinde Sommerach
- Jüdische Gemeinde Theilheim
- Jüdische Gemeinde Traustadt
- Jüdische Gemeinde Werneck
- Jüdische Gemeinde Westheim bei Hassfurt
- Jüdische Gemeinde Wonfurt
- Jüdische Gemeinde Zeil am Main

## Distriktsrabbiner
Ab 1840:  Mayer Lebrecht